# Lommagyl (Asarums socken, Blekinge)
Lommagyl är en sjö i Karlshamns kommun i Blekinge och ingår i Mieåns huvudavrinningsområde.